# Dimitrie Lambru
Dimitrie Lambru (n. 17 octombrie 1858 - d. 1926, București) a fost unul dintre generalii Armatei României din Primul Război Mondial. 
A îndeplinit funcția de comandant de divizie în campania anului 1916.

## Cariera militară
După absolvirea școlii militare de ofițeri cu gradul de sublocotenent, Dimitrie Lambru a ocupat diferite poziții în cadrul unităților de infanterie sau în eșaloanele superioare ale armatei, cele mai importante fiind cele de comandant al Regimentului 31 Infanterie, Regimentului Mihai Viteazul No. 6 sau Brigăzii 11 Infanterie.
Demisionează din armată cu gradul de general de brigadă, în 1914, pentru a intra în politică, fiind ales deputat de Ilfov pe listele Partidului Național Liberal. La declararea mobilizării, din august 1916 este rechemat în activitate. 
În perioada Primului Război Mondial, îndeplinit funcția de comandant al Diviziei 21 Infanterie, în perioada 4/17 septembrie - 7/20 decembrie 1916, remarcându-se pe timpul Bătăliei depe Valea Prahovei și Bătăliei pentru București.
A fost decorat cu Ordinul „Mihai Viteazul”, clasa III, pentru modul cum a condus Divizia 21 Infanterie în Bătălia de pe Argeș și Neajlov.
„Pentru destoinicia și vitejia cu care a condus divizia în timpul crâncenelor lupte din jurul Bucureștilor, disprețuind moartea și dând pildă trupelor pe care le-a împins împotriva unor forțe superioare inamice.”
Înalt Decret no. 50 din 21 ianuarie 1917:p. 75

## Decorații
- Ordinul „Coroana României”, în grad de ofițer (1910)
- Ordinul „Coroana României”, în grad de ofițer (1907)[2]:p. 764
- Ordinul „Mihai Viteazul”, clasa III, 21 ianuarie 1917[8]:p. 75